# Cartoon Heroes
"Cartoon Heroes" é uma canção do grupo de Dance-pop dinamarquês Aqua, do seu segundo álbum de estúdio "Aquarius". Embora tenha sido um sucesso comercial "Cartoon Heroes" não seguiu o sucesso das músicas anteriores, como "Barbie Girl" e "Doctor Jones". Na Dinamarca, a música ficou em 1° lugar e se tornou o single mais vendido de 2000, com vendas de 32.765 cópias. Também liderou as paradas da Itália, Noruega e Espanha e alcançou o top dez em pelo menos nove outros países, incluindo Bélgica, Irlanda, Suécia e Reino Unido. Também obteve sucesso na Austrália, França, Alemanha, Holanda e Suíça.

## Faixas e formatos
| CD Maxi Na Europa |                                                                  |         |  |
| N.º               | Título                                                           | Duração |  |
| 1.                | "Cartoon Heroes" (edição de rádio)                               | 3:38    |  |
| 2.                | "Cartoon Heroes" (metro's 7 "Edit)                               | 4:07    |  |
| 3.                | "Cartoon Heroes" (mixagem clássica de rádio do amor ao infinito) | 3:08    |  |
| 4.                | "Cartoon Heroes" (mistura de rádio do Soda Club)                 | 4:19    |  |
| 5.                | "Cartoon Heroes" (remix de remix de todo o mundo do Metro)       | 6:26    |  |
| 6.                | "Cartoon Heroes" (mix clássico do amor ao infinito)              | 6:31    |  |
| 7.                | "Cartoon Heroes" (Soda Club Mix)                                 | 7:26    |  |
| 8.                | "Cartoon Heroes" (Junior's Playground Mix)                       | 7:57    |  |
| 9.                | "Cartoon Heroes" (Hampenberg Remix)                              | 5:43    |  |
| 10.               | "Cartoon Heroes" (E-Lite Extended Remix)                         | 9:12    |  |
| 11.               | "Cartoon Heroes" (TNT Remix)                                     | 7:30    |  |

## Desempenho nas tabelas musicais

### Posições
| Tabela musical (2000)            | Melhor posição |
| -------------------------------- | -------------- |
| Bélgica - (Ultratop 50 Flandres) | 5              |
| Bélgica - (Ultratop 50 Valônia)  | 7              |
| Brasil - (ABPD)                  | 31             |
| Canadá - (RPM)                   | 23             |
| Dinamarca - (IFPI)               | 1              |
| Itália - (FIMI)                  | 1              |
| Noruega - (VG-List)              | 1              |
| Espanha - (PROMUSICAE)           | 1              |
| Suécia - (Sverigetopplistan)     | 2              |
| Países Baixos - (Single Top 100) | 35             |

## Ligações Externas
- Videoclipe oficial de Cartoon Heroes no YouTube
- Letras dessa música no MetroLyrics